# Словенска-Кайня
Словенска-Кайня (словац. Slovenská Kajňa) — село и одноимённая община в округе Вранов-над-Топлёу Прешовского края Словакии.

## История
Впервые упоминается в 1334 году.
В селе есть римо-католический костел с 1925 года построен на месте старого костела.

## Население
| Год:                | 1994 | 2004    | 2014    | 2024     |
| ------------------- | ---- | ------- | ------- | -------- |
| Количество человек: | 826  | 815     | 781     | 701      |
| Разница:            |      | −1,33 % | −4,17 % | −10,24 % |

Национальный состав населения (по данным последней переписи населения 2001 года):
- словаки — 98,40 %,
- цыгане — 0,74 %,
- украинцы — 0,49 %,
- русины — 0,25 %.

Состав населения по принадлежности к религии состоянию на 2001 год:
- римо-католики — 93,46 %,
- греко-католики — 4,32 %,
- православные — 0,62 %,
- протестанты — 0,49 %,
- не считают себя верующими или не принадлежат к одной вышеупомянутой конфессии — 0,86 %.